# Delgatie Castle

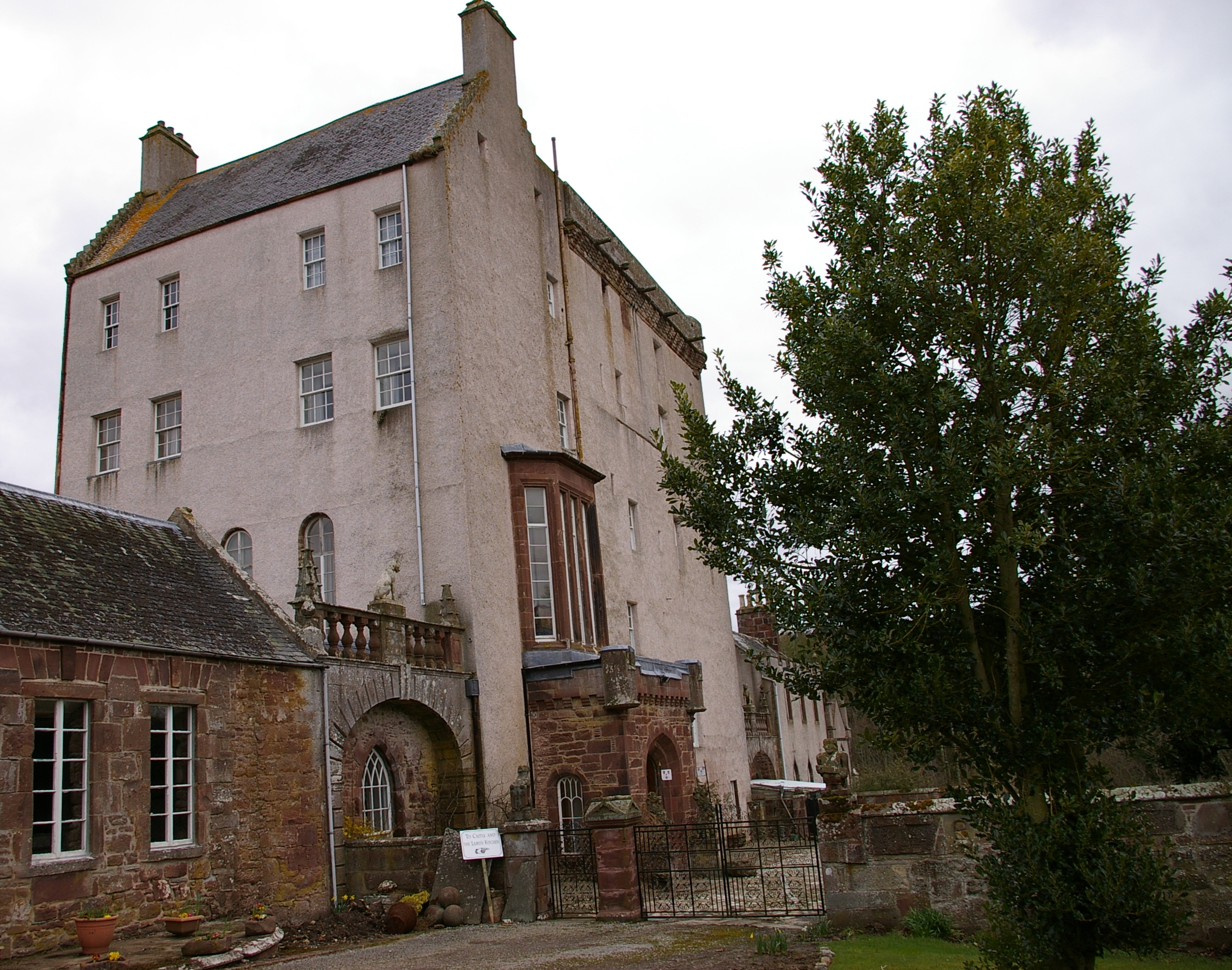
Delgatie Castle 2006

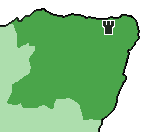
Lage von Delgatie Castle in Aberdeenshire

Delgatie Castle ist eine Burg in der Nähe der Stadt Turriff in der schottischen Council Area Aberdeenshire.

## Geschichte
Eine Burg gab es am Standort von Delgatie Castle seit dem Jahr 1030, wenn auch die ältesten Teile der heutigen Burg aus der Zeit zwischen 1570 und 1579 stammen. Zusätzliche Gebäudeteile und eine Kapelle wurden 1743 angebaut.
Die Burg wurde dem in Ungnade gefallenen Henry de Beaumont, dem Earl of Buchan, 1314, nach der Schlacht von Bannockburn, abgenommen und an den Clan Hay vergeben, aus dem später die Earls of Erroll hervorgingen. Maria Stuart war 1562, nach der Schlacht von Corrichie, auf der Burg zu Gast.

## Architektur

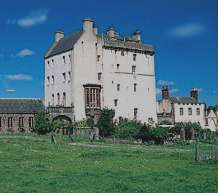
Delgatie Castle

Die Burg besteht aus einem Donjon, einem angebauten Haus und zwei später hinzugefügten Flügeln. Erwähnenswerte Details sind eine sehr breite Treppe mit Absatz und bemalte Decken aus dem 16. Jahrhundert in einigen Räumen. An vielen Stellen kann man das Familienwappen der Hays mit drei Rinderjochen sehen, das daran erinnert, dass ein Bauer und seine beiden Söhne einen dänischen Angriff auf die Cruden Bay abwehrten.
Historic Scotland hat Delgatie Castle als historisches Bauwerk der Kategorie A gelistet.

## Geist
Wie viele Burgen, sagt man auch Delgatie Castle nach, dass es dort spukt. Eine Reihe von Berichten über eine geistartige, rothaarige Figur, vermutlich ein gewisser Alexander Hay, stammt von Soldaten, die dort im Zweiten Weltkrieg stationiert waren. Auf den Informationstafeln der Burg, die größtenteils von Captain Hay stammen, der die Burg in den 1950er-Jahren restaurieren ließ, ist erwähnt, dass der Geist erstmals gesehen wurde, als eine eingemauerte Leiche in einem Priesterloch gefunden wurde.

## Heute
Heute gehören die Burg und ihre Gärten dem Delgatie Castle Trust. Die Burg, das Anwesen und ein Café sind in den Sommermonaten öffentlich zugänglich. Suiten in der Burg und eine Reihe von Bauernhäusern auf dem Anwesen kann man mieten. Am Fluss, der das Gelände durchfließt, befinden sich beliebte Fischgründe.